# Montaud (Hérault)
Montaud – miejscowość i gmina we Francji, w regionie Oksytania, w departamencie Hérault.
Według danych na rok 1990 gminę zamieszkiwało 545 osób, a gęstość zaludnienia wynosiła 42 osoby/km² (wśród 1545 gmin Langwedocji-Roussillon Montaud plasuje się na 495. miejscu pod względem liczby ludności, natomiast pod względem powierzchni na miejscu 605.).